# Lap (dessinateur)
Pour les articles homonymes, voir Lap.
Lap, ou J. Lap, né Jacques Laplaine le 20 juin 1921 dans le 9e arrondissement de Paris et mort le 2 janvier 1987 à Jouy, est un dessinateur de presse français connu pour sa longue collaboration au Canard enchaîné.

## Biographie
Il naît le 20 juin 1921 à Paris. Sous l'occupation allemande, il s'engage dans la Résistance, puis collabore au quotidien clandestin Combat.
Pendant un an, il démarche Gavroche, sans jamais réussir à y placer un seul dessin. En 1946, il entre au Canard enchaîné, pour lequel il réalise, en 40 ans, 30 000 dessins. Il collabore à d'autres journaux, notamment au Franc-tireur (de 1947 à 1957) et à la presse régionale, pour laquelle il fournit un dessin par jour.
Il est franc-maçon au Grand Orient de France.
Il meurt le 2 janvier 1987 à Jouy, en Eure-et-Loir.
Il est inhumé au cimetière de Joigny.

## Style
Son trait recherche l’efficacité par un dépouillement extrême. Une de ses plus belles réussites en la matière est sa caricature du général de Gaulle, qui frappe à la fois par l'économie de moyens et par la ressemblance.

## Illustration
Lap a illustré Le Guide de Colombey, d’Alain Ayache et Roland Bacri, La Jeune Parque, 1965.